# Muñoyerro
Muñoyerro es una localidad perteneciente al municipio de Bularros, en la provincia de Ávila, comunidad autónoma de Castilla y León, España. En 2018 contaba con 30 habitantes.